# N-Méthyldiéthanolamine
Cet article concerne la MDEA, une amine tertiaire. Pour le psychotrope méthylènedioxyéthylamphétamine, voir MDEA.
La N-méthyldiéthanolamine, ou MDEA, est un composé chimique de formule CH3N(CH2CH2OH)2. C'est un liquide incolore ou jaune pâle à l'odeur ammoniacale. Il est miscible à l'eau, à l'éthanol et au benzène.
La MDEA est une amine tertiaire très utilisée pour le traitement des gaz acides en chimie, dans le raffinage du pétrole, la production de gaz de synthèse et le gaz naturel. On utilise également la monoéthanolamine et la diéthanolamine.
Par rapport à d'autres aminoalcools, l'intérêt pour ce composé comme solvant dans le traitement des gaz réside dans sa capacité à éliminer préférentiellement le sulfure d'hydrogène H2S des gaz sulfurés.